# エルフリーデ・ローゼ＝ヴェヒトラー
エルフリーデ・ローゼ＝ヴェヒトラー（Elfriede Lohse-Wächtler、結婚前の名：Anna Frieda Wächtler、1899年12月4日 - 1940年7月31日）はドイツの前衛画家である。
精神疾患を患い、1940年にナチス・ドイツの、精神障害者や身体障害者に対する強制的な安楽死政策「T4作戦」の犠牲となった。

## 略歴
ドレスデンの商人の娘に生まれた。1915年から1918年の間、ドレスデン美術学校(Dresdner Kunstakademie)で服飾や商業美術を学び、ドレスデンの美術アカデミーの絵画のコースでも学んだ。1919年にオットー・ディクスやコンラート・フェリクスミュラーらの前衛画家のグループ、「ドレスデン分離派」(Dresdner Sezession)に入会した。1921年にオペラ歌手のクルト・ローゼと結婚し、ゲルリッツやハンブルクで暮らした。この結婚は幸福なものでなく多くの問題をもたらした。
1926年から1929年の間、『ノイエザッハリヒカイト（新即物主義）』の展覧会に何度か出展し、そのスタイルは新即物主義に属するものだった。1929年に神経衰弱の症状から、精神科施設に2か月間入院し、入院中は、患者の肖像画を描いた。退院後、夫のローゼと離婚した。離婚後、精力的に作品を制作し、主に労働者階級の人々や売春婦などを描き、定期的に展覧会に出展を続けたが、貧しい生活を続けなければならなかった。
1932年にドレスデンの両親のもとに戻るが精神的に不安定になり、統合失調症の診断を受けて、ザクセンのアルンスドルフにある療養施設に入院した。1935年まで活発に作品を描いていたが、1935年に行動の自由を制限され、ナチス・ドイツの優生政策に基づいて不妊治療を受けた。作品は「退廃芸術」として、美術館から除去され、ローゼ＝ヴェヒトラーは作品制作を止めた。1940年にピルナのピルナ＝ゾンネンシュタイン安楽死施設(Tötungsanstalt Pirna-Sonnenstein)に移され、「T4作戦」のもと殺害された。
1990年代になってローゼ＝ヴェヒトラーの作品が再評価され、ドイツ各地で展覧会や彼女に関する出版が行われた。

## 作品

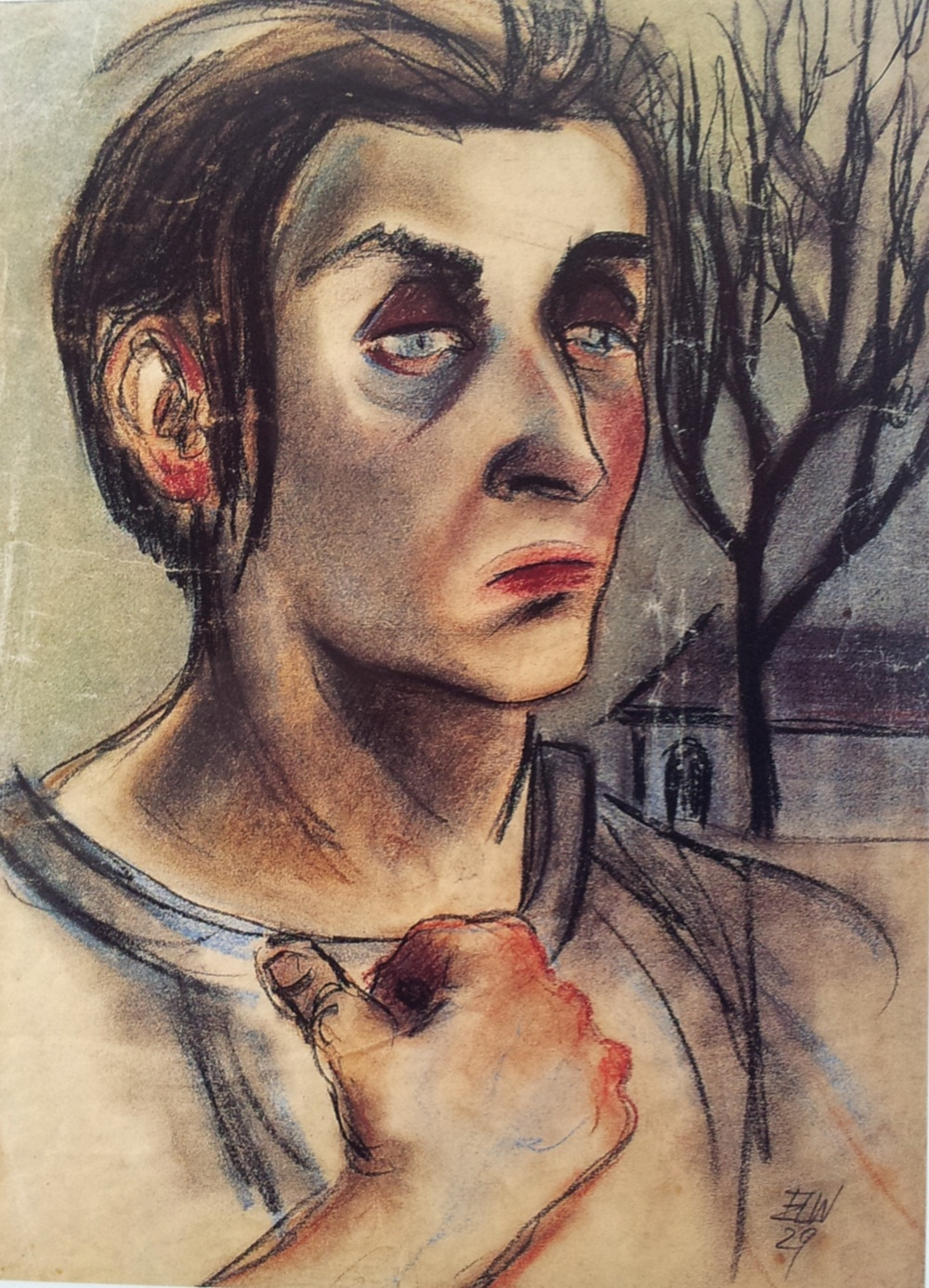
女性患者　(1929)
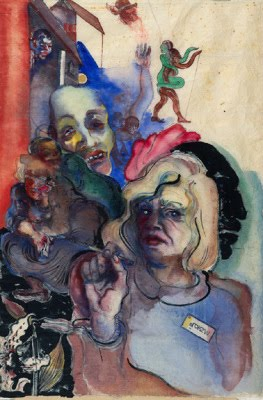
自画像 (c.1930)
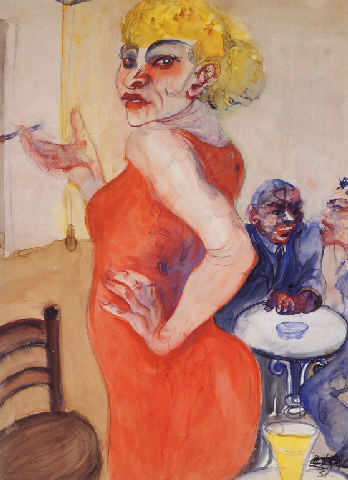
自画像(1931)
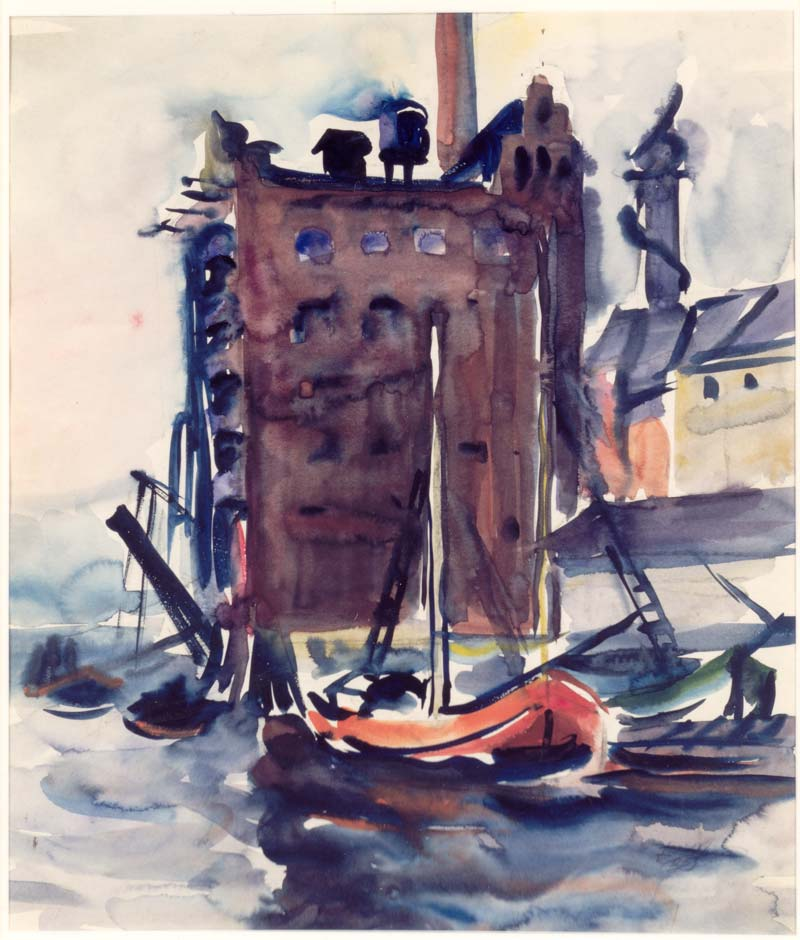
(c.1930)

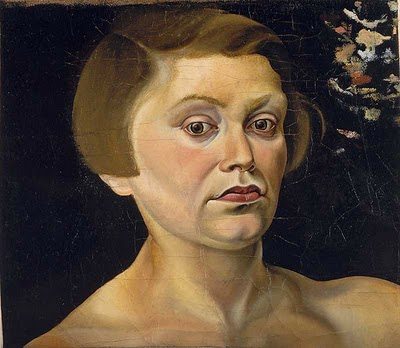
自画像(1928)
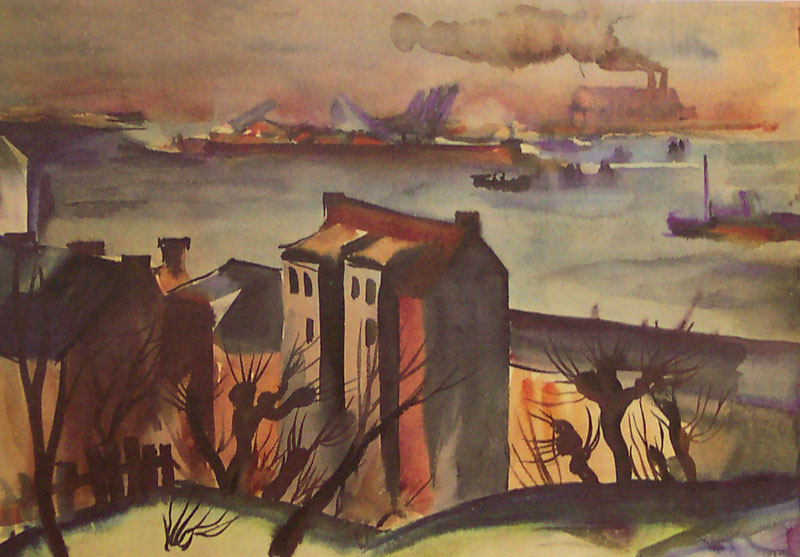
港の眺め (1929)
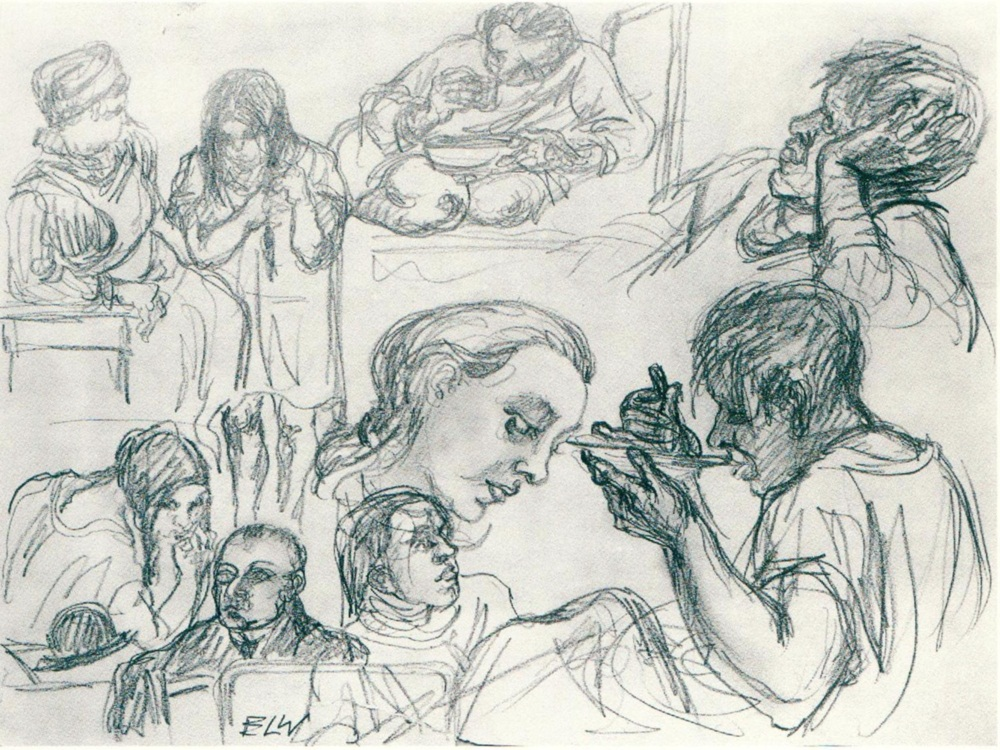
精神病院でのスケッチ